# Nicky, Ricky, Dicky a Dawn
Nicky, Ricky, Dicky a Dawn (v anglickém originále Nicky, Ricky, Dicky & Dawn) je americký televizní sitcom, vysílaný od roku 2014 na stanici Nickelodeon.

## Děj
Seriál se zaměřuje na čtyřčata Nicky, Ricky, Dicky a Dawn Harperovy. Nemají žádné společné zájmy a často spolu soupeří, ale při řešení každodenních situací musí někdy spolupracovat.

## Obsazení
- Brian Stepanek jako Tom, otec čtyřčat, vlastní obchod a pracuje v něm
- Allison Munn jako Anne,matka čtyřčat
- Aidan Gallagher jako Nicky, nejmladší ze čtyřčat
- Casey Simpson jako Ricky, druhý nejstarší ze čtyřčat
- Mace Coronel jako Dicky, bezstarostný
- Lizzy Greene jako Dawn, nejstarší ze čtyřčat

## Postavy

### Hlavní postavy

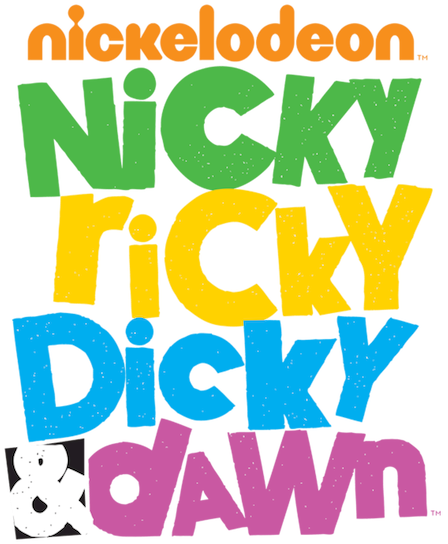
Logo čtyřčat

#### Nicky Harper
Záliba: Vaření, hraní videoher;
Matka: Anne Harperová
Otec: Tom Harper
Sourozenci: (Narodil se poslední) Dicky Steven Harper, Dawn Abigail Harperová, Ricky Harper; 
Povaha: Věci mu občas nedocházejí nejrychleji. Je přátelský, neumí lhát, ale dokáže se rozzlobit. 
Poznávací znamení: Má černé/tmavě hnědé vlasy, dolíčky a modré oči

#### Ricky Harper
Záliba: Čtení, šití, pletení (plete hlavně ve stresu), hraní videoher, klub japonštiny;
Matka: Anne Harperová
Otec: Tom Harper
Sourozenci: (Narodil se druhý) Dicky Steven Harper, Dawn Abigail Harperová, Nicky Harper; 
Povaha: Je chytrý a záleží mu na jeho známkách ve škole. 
Poznávací znamení: má blonďaté vlasy, košili a vestu, pihy a modré oči. 

#### Dicky Steven Harper
Záliba: Dělání dojmů na děvčata, česání vlasů, hraní videoher
Matka: Anne Harperová
Otec: Tom Harper
Zajímavosti: Nesnášenlivost laktózy
Sourozenci: (Narodil se třetí) Ricky Harper, Dawn Abigail Harperová, Nicky Harper; 
Povaha: Není moc chytrý a na škole mu nezáleží. 
Poznávací znamení: má dlouhé hnědé vlasy, hněté očipihy a modré oči. - Záleží mu hlavně na jeho účedu a děvčatech na které chce udělat co největší dojem i když není zrovna nejchytřejší.

###### Dawn Abigail Harperová
Záliba: hra na tubu, fotbal;
Matka: Anne Harperová
Otec: Tom Harper
Zajímavosti: Jako jediná má svůj vlastní pokojíček (ve stylu Hawaii)
Sourozenci: (Narodila se první) Ricky Harper, Dicky Steven Harper, Nicky Harper; 
Povaha: V podstatě se dá říct, že je ze čtyřčat vůdčí, je hlučná a drsná. 
Poznávací znamení: má dlouhé špinavě blonďaté vlasy a nos mírně nahoru.

### Další postavy
Mae Valentainová
Eiffel 
Myck
Jousie
Natlee 

#### Zvířata
Chumáček / Pan Pacička (pes Harperových)
Shelly (želva ředitele)
Debbie (kočka Mei)

## České znění
V českém znění, které vytvořila společnosti SDI Media v roce 2017 v překladu Evy Kalábové a režii Magdy Landsmannové, účinkovali: Jan Köhler - Aidan Gallagher (Nicky Harper), Matěj Převrátil - Casey Simpson (Ricky Harper), Matěj Vlček - Mace Coronel (Dicky Harper), Alžběta Volhejnová - Lizzy Greene (Dawn Harperová), René Slováčková - Allison Munn (Anne Harperová), Tomáš Juřička - Brian Stepanek (Tom Harper).

## Vysílání
| Řada | Díly | Premiéra v USA  | Premiéra v USA  | Premiéra v ČR (ČT :D) | Premiéra v ČR (ČT :D) | Premiéra v ČR  | Premiéra v ČR  |
| Řada | Díly | První díl       | Poslední díl    | První díl             | Poslední díl          | První díl      | Poslední díl   |
| ---- | ---- | --------------- | --------------- | --------------------- | --------------------- | -------------- | -------------- |
| 1    | 20   | 13. září 2014   | 24. března 2015 | 1. září 2022          | 28. září 2022         | vysíláno       | vysíláno       |
| 2    | 25   | 23. května 2015 | 6. srpna 2016   | 29. září 2022         | 3. listopadu 2022     | vysíláno       | vysíláno       |
| 3    | 24   | 7. ledna 2017   | 5. srpna 2017   | 4. listopadu 2022     | 7. prosince 2022      | 13. února 2017 | 11. ledna 2018 |
| 4    | 14   | 6. ledna 2018   | 4. srpna 2018   | 8. prosince 2022      | 27. prosince 2022     | 23. dubna 2018 | vysíláno       |